# Henry Kistemaeckers
Henry Kistemaeckers, född 13 oktober 1872, död 21 januari 1938, var en belgisk-fransk författare.
Kistemaeckers slog redan 1892-93 igenom med romantrilogin L'évolution sentimental och utgav därefter ett 20-tal romaner. Från 1905 övergick han alltmer till dramatik och har sedan dess författat ett dussintal komedier, bland annat La flambée (1912) och La passante (1921). Hans komedier präglas av skärpa i iakttagelsen, flykt i fantasin och sceniskt verkningsfullhet.